# Deviat
Deviat település Franciaországban, Charente megyében. Lakosainak száma 134 fő (2022. január 1.). Deviat Bessac, Nonac, Poullignac, Saint-Martial és Coteaux-du-Blanzacais községekkel határos.

## Népesség
A település népessége az elmúlt években az alábbi módon változott:
| Lakosok száma | 257  | 180  | 156  | 164  | 149  | 149  | 143  | 138  | 135  | 134  |
|               | 1968 | 1982 | 1990 | 2006 | 2013 | 2015 | 2017 | 2019 | 2020 | 2022 |